# Gwara łódzka

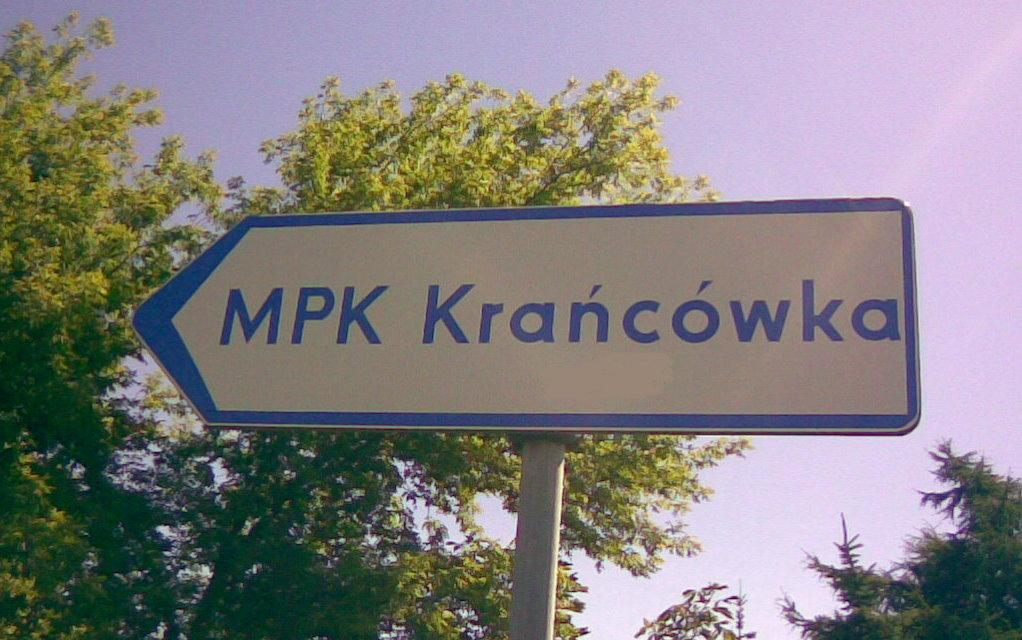
Znak kierunku „krańcówka” do pętli MPK Łódź

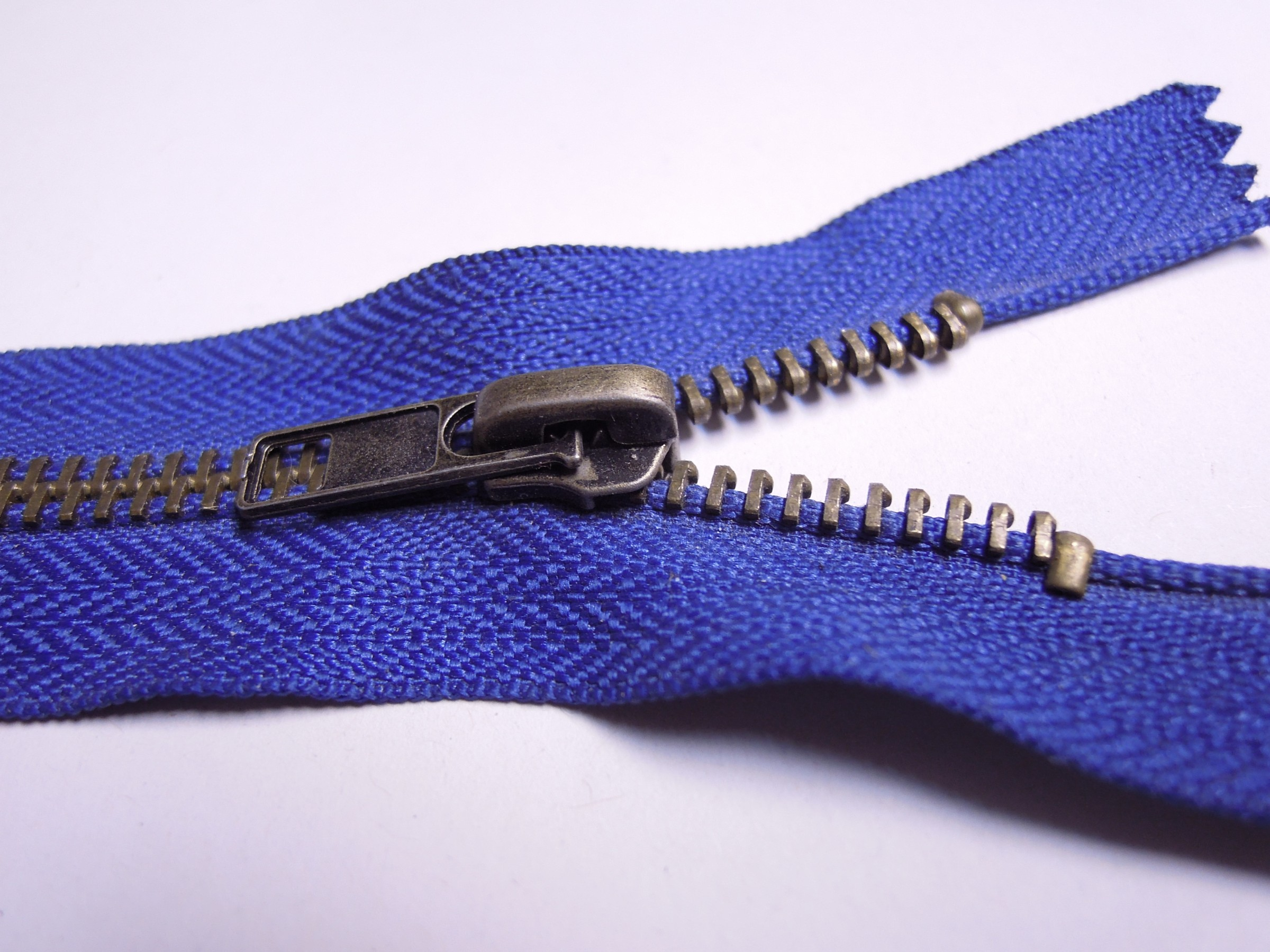
Ekspres

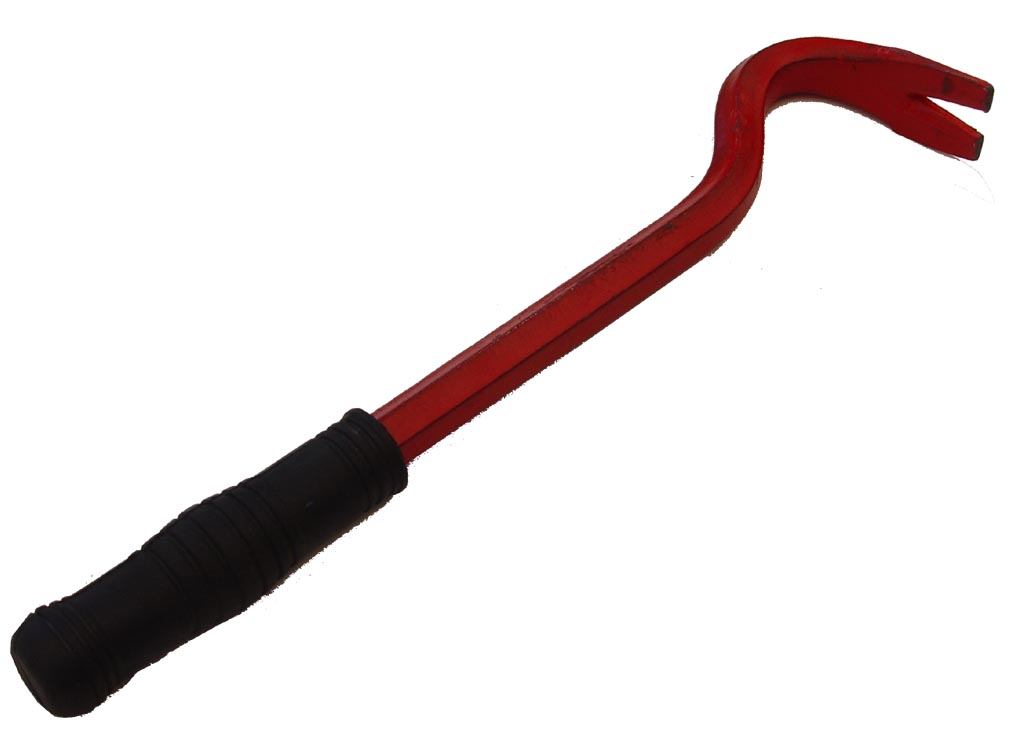
Brecha

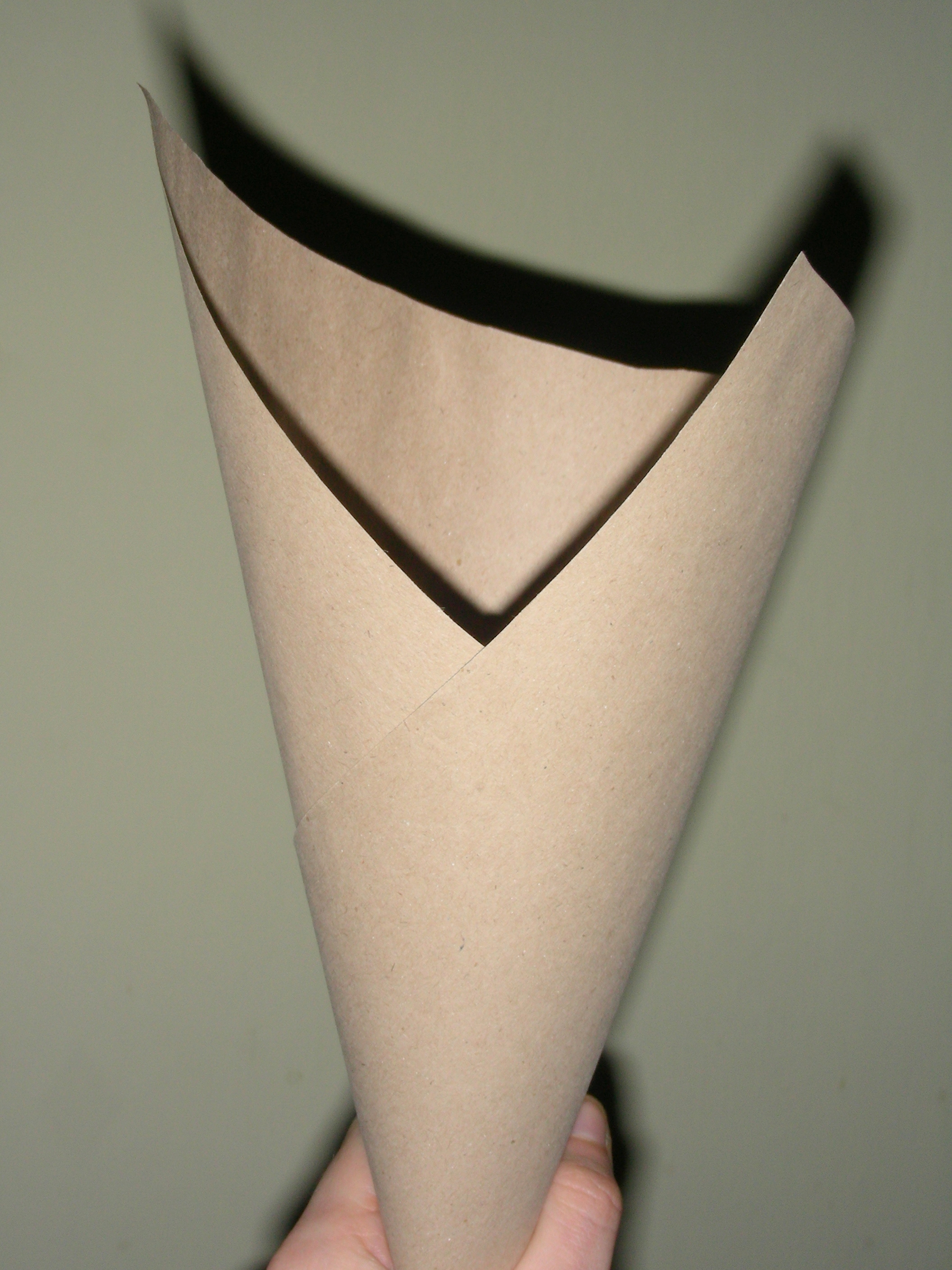
Tytka

Gwara łódzka – łodzianizmy, słownictwo charakterystyczne dla mieszkańców aglomeracji łódzkiej. W gwarze łódzkiej występują liczne germanizmy, jidyszyzmy oraz zapożyczenia z innych gwar, a w szczególności z poznańskiej i śląskiej. 

## Przykłady
- „ajntopf” – obiad z jednego garnka[3][4]
- „angielka” – 1) bułka paryska[5][6]; 2) określenie małej szklaneczki potocznie zwanej literatką
- „august” – klaun, błazen[1]
- „bajzel” – bałagan, nieład[7]
- „bigiel” – deptak, tłoczne miejsce, w szczególności zamknięta dla ruchu część ulicy Piotrkowskiej w Łodzi[8]
- „brzuszek” – surowy boczek[6]
- „chachmęcić” – kombinować[9]
- „chechłać” – kroić tępym nożem
- „chęchy” lub „chynchy” – krzaki, zarośla[10]
- „chichry, chichrać się” – śmiech, śmiać się[7]
- „drygle” – zimne nóżki (potrawa)[6]
- „ekspres” – zamek błyskawiczny
- „farfocle” – warzywa w zupie[9][11]
- „foliówka” – torebka, torba foliowa, reklamówka
- „galancie” – dużo, ładnie, dobrze
  - „galanty” – spory, duży[5]
- „gołda” – wódka[7]
- „krańcówka” – pętla lub przystanek końcowy linii komunikacji tramwajowej lub autobusowej[12]
- „kulosy” – nogi[7]
- „lajpo” lub „limo” – zasinienie pod okiem od uderzenia, podbite oko
- „lebera” – wątrobianka[6]
- „leberka” – pasztetowa[6][5]
- „migawka” – bilet okresowy MPK[6] (obecnie bilety okresowe w Łodzi wydawane są w postaci elektronicznej na karcie miejskiej, która również nazywa się Migawka)
- „na dworzu” – zamiast „na dworze” (Jest ciepło na dworzu)
- „po prosty” – często używane, zamiast „po prostu”
- „piekarz” – nalepka na chlebie
- „po czemu” – po ile
- „schodzić” – wysiadać z tramwaju[13]
- „siajowe” – kiepskiej jakości[6] (od imienia Szai Rosenblatta)
- „śnupa” – pysk, twarz[7]
- „szlaja, szlajać się” – włóczęga, włóczyć się[11]
- „sznyta, sznytka” – kromka[1]
- „taryfa” – taksówka[7]
- „towar” – określenie tkaniny[6], popularne wśród branży włókniarskiej
- „trambambula” – piłkarzyki
- „żulik” – chleb turecki z rodzynkami[14][5] (podłużny chlebek z rodzynkami podbarwiony kawą zbożową, słodzony miodem lub melasą[15][16])

Zdarzają się również germanizmy – łom to „brecha” lub „breszka”, torebka uformowana z kawałka szarego papieru zwiniętego w rożek (mogąca służyć jako np. opakowanie na cukierki) to „tytka” – oraz rusycyzmy („stać za czymś” w znaczeniu „stać po coś”, „bystro” w znaczeniu „prędko, szybko”).

## Gwary dzielnicowe
Kiedy kształtowała się Łódź przemysłowa, czyli pod koniec XIX i na początku XX wieku, oraz w latach 50 XX w., w podłódzkich osiedlach osiedlali się chłopi, którzy przekształcali słowa używane najczęściej w miejscu pracy. Tak powstawały zniekształcone określenia, jak: „karolyfer” zamiast kaloryfer lub „towar” zamiast tkanina. Takie dialekty panowały m.in. na niegdyś podłódzkich Bałutach i Chojnach.